# Luitré-Dompierre
Luitré-Dompierre is een gemeente in het Franse departement Ille-et-Vilaine (regio Bretagne). De plaats maakt deel uit van het arrondissement Fougères-Vitré. Luitré-Dompierre is op 1 januari 2019 ontstaan door de fusie van de gemeenten Dompierre-du-Chemin en Luitré. De gemeente telde 1.844 inwoners op 1 januari 2022.

## Geografie
De oppervlakte van Luitré-Dompierre bedroeg op 1 januari 2022 38,83 vierkante kilometer; de bevolkingsdichtheid was toen 47,5 inwoners per km².

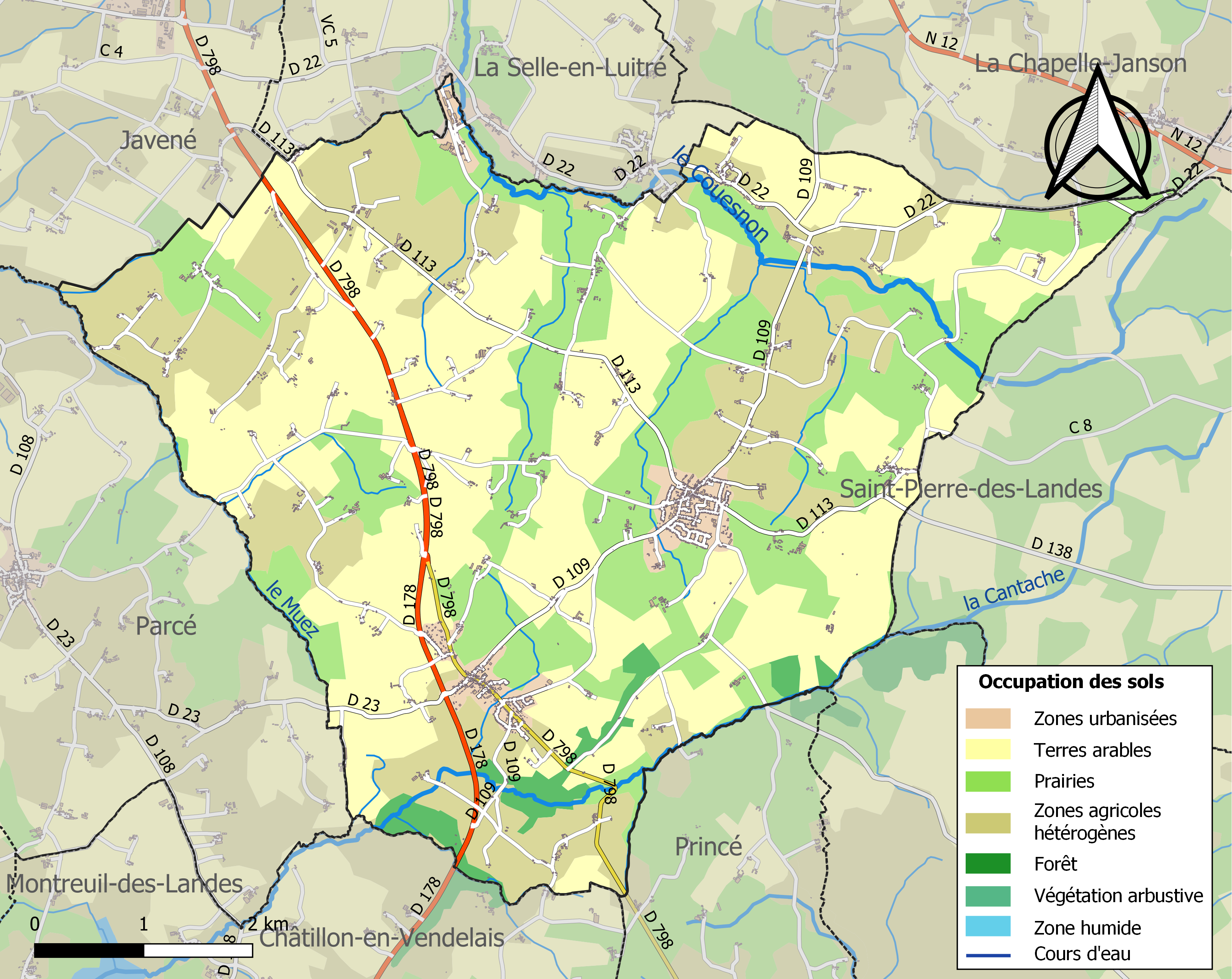
Kaart van de gemeente met belangrijkste infrastructuur, bodemgebruik en omliggende gemeenten